# فيديو أسامة بن لادن 19 يناير 2006
في يوم الخميس الموافق 19 يناير 2006، أُصدر شريط صوتي، يحتمل أنه صوت أسامة بن لادن، يحذر من أن القاعدة كانت تخطط لمزيد من الهجمات ضد الولايات المتحدة. جاء توقيت نشر الشريط بعد فترة وجيزة من غارة دامادولا التابعة لوكالة الاستخبارات المركزية الأمريكية في باكستان، وهو الهجوم الذي قيل إنه أدى إلى مقتل مدحت مرسي، وهو خبير مخضرم في القنابل والمواد الكيميائية ورئيس معسكر تدريبي تابع للقاعدة على الحدود الأفغانية الباكستانية وخالد حبيب، قائد عمليات القاعدة في باكستان وأفغانستان، وعبد الرحمن المغربي، القائد الأعلى لعمليات القاعدة، و 15 شخصًا آخر. وكان المدنيون من بين القتلى الآخرين، بحسب الحكومة الإقليمية الباكستانية.
على الشريط (الذي يرجح انه تم تسجيله قبل شهر من تاريخ نشر الشريط)، تفاخر أسامة بن لادن قائلا «وضعنا يتحسن، في حين أن وضعك يزداد سوءًا». كما هدد بشن هجمات في المستقبل على الولايات المتحدة، وعرض في الوقت نفسه «هدنة طويلة»، في حين لم يذكر ما تحوي عليه الهدنة. رفض البيت الأبيض على الفور عرض التهدئة.